# Вуді Джонсон
Роберт Вуд «Вуді» Джонсон IV (англ. Robert Wood "Woody" Johnson IV; нар. 12 квітня 1947) — американський бізнесмен, філантроп і дипломат, посол Сполучених Штатів у Великій Британії з 2017 до 2021 року. Правнук одного із засновників компанії Johnson & Johnson Роберта Вуда Джонсона I, власник команди з американського футболу «Нью-Йорк Джетс».
Закінчив Університет Аризони. Член Ради з міжнародних відносин.
Засновник Союзу для дослідження вовчака.
Голова і виконавчий директор Johnson Company, Inc., приватної інвестиційної фірми, заснованої у 1978 році.